# Центар за културу Гроцка
Центар за културу Гроцка је Установа културе општине Гроцка, основана 2006. године од стране града Београда, при чему су оснивачка права 2015. године пренета на општину Гроцка. Дугорочна мисија Установе је изградња племените, отворене и креативне локалне заједнице кроз промовисање вредности толеранције, поштовања различитости, креативности, културе сећања, одговорности, иновативности, знања, отворености, солидарности, активног грађанства.

## Делатности
Установа је основана ради обављања културних делатности од значаја за град Београд, односно организовања културних и образовних програма на територији градске општине Гроцка. Рад Центра је пре свега фокусиран на становништво градске општине Гроцка и креирање културног живота и задовољавање културних потреба локалне заједнице. Од 2015. године Центар за културу је институција културе градске општине Гроцка.

## Циљеви
Један од основних циљева Установе јесте изградња сопствене, локално—аутентичне стратегије рада и развоја, отворене за учешће, сугестије и потребе друштвене заједнице којој служи. Као стратешки циљеви и приоритети у раду Установе издвајени су: 
- едукација локалне заједнице,
- рад на заштити културног наслеђа Гроцке,
- формирање публике — корисника културе,
- развој културне понуде за децу и младе,
- развој капацитета Установе,
- одрживост културних садржаја и
- развој сарадње Установе и културног сектора на националном, регионалном и међународном нивоу.

Циљна група Установе су становници општине Гроцка, а као посебна и веома значајна подгрупа намећу се деца и млади, као најбројнији и најосетљивији корисници који су уједно носиоци културних вредности друштвене заједнице и њена будућност.

## Делатност
Своју основну делатност Установа реализује у широком пољу савремене културе. Центар за културу Гроцка реализује бројне програмске активности, самостално или у сарадњи са другим културним и образовним институцијама (основне школе на територији Општине, средња школа у Гроцкој, музеји и установе културе града Београда и Србије и др).

### Програми
1. ликовни програм: галеријски програм - организовање самосталних и групних изложби (Стваралачка Гроцка, Моје окружење, Варошки салон), Ликовних колонија ГО Гроцка, осликавање мурала у јавном простору, и др.

1. музички програм: организовање концерата (летњи фестивал "Музичка башта", такмичења и фестивала традиционалних, класичних и модерних видова музике
2. филмски програм: организовање пројекција и фестовала кинематографских дела
3. позоришни програм: организовање фестивала и гостовања позоришних трупа, сарадња са професионалним позориштима, академским глумцима, образовним институцијама и аматерским друштвима
4. образовни програм: организовање пројеката, едукативних и креативних радионица, семинара и саветовања која подстичу уметничко стваралаштво и омогућавају стицање практичних знања и вештина
5. трибински програм: организовање предавања, трибина, дебата и конференција
6. заштита наслеђа: презентација и промоција вредних сегмената културно—историјског наслеђа општине Гроцка
7. научно—истраживачки рад: истраживање наслеђа, савремених уметничких израза и културних феномена на подручју општине Гроцка
8. издавачка делатност: зборници, монографске и друге публикације, брошуре, каталози и водичи
9. пројекти: међународни и домаћи

Осим наведених, Центар за културу спроводи и друге активности које доприносе задржавању постојеће и анимацији нове публике.
Током реализације својих програма Установа води рачуна о потребама локалне заједнице и циљевима културне политике Оснивача, поштујући принципе недискриминације и инклузије, водећи рачуна и о потребама рањивих и маргинализованих чланова заједнице.
- Биста Александра Костића у дворишту куће